# Nightride (álbum)
Nightride es el segundo álbum de estudio de la artista estadounidense Tinashe. Fue lanzado el 4 de noviembre de 2016 por RCA Records. Su primer sencillo, "Company", fue lanzado el 16 de septiembre de 2016. El álbum también incluye los sencillos promocionales "Ride of Your Life" y "Party Favors". A diferencia de la versión sencillo de "Party Favors", la versión del álbum no incluye al rapero Young Thug. Tinashe grabó el proyecto mientras grababa su tercer álbum de estudio Joyride. El álbum alcanzó el puesto 89 en el Billboard 200 de Estados Unidos.
Tinashe confirmó en 2019 que considera Nightride su segundo álbum de estudio, sin embargo, su sello anterior, RCA Records, no lo hizo y esa fue la razón por la que el álbum no fue promocionado, no obtuvo un sencillo principal adecuado y no pudo hacer una gira para el álbum. Dijo varias veces que ella y su sello tenían diferencias creativas, lo que los llevó a no lanzarlo como un álbum adecuado, ya que no era el tipo de música pop que querían de ella.

## Recepción crítica
Nightride recibió críticas generalmente favorables de los críticos musicales. En Metacritic, que asigna una calificación normalizada de 100 a las reseñas de las principales publicaciones, el álbum recibió una puntuación promedio de 75, según 5 reseñas. Randall Roberts de Los Angeles Times comentó que el álbum "mezcla temas tanto de crucero como de amor, y lo hace a través de pistas producidas por notables como The-Dream, Boi 1da y Dev Hynes". Rebecca Haithcoat de Pitchfork declaró: "Nightride suena fascinante y, aunque pulido, menos elegante y frío de lo que sugiere el título. Tiene una vibra de carnaval más ominosa y descompuesta" y que "Tinashe ha preferido durante mucho tiempo las sombras y la furtividad a la brillante amapola". , y [Nightride] es estrictamente música after-hours. [...] el álbum es infinitamente interesante, posiblemente más que el artista que lo canta. Pero, de nuevo, no deberías descartar a nadie que publique un álbum como Nightride". Kitty Empire de The Observer dio una crítica más mixta pero aún positiva; describiendo las pistas de Nightride como una serie de 'pistas borrosas y diáfanas'.

### Lista anual
| Publicación       | Categoría                                            | Rango | Ref.   |
| ----------------- | ---------------------------------------------------- | ----- | ------ |
| Rolling Stone     | 20 R&B Albums of 2016                                | 16    | [ 21 ] |
| Fuse              | The Best 20 Albums of 2016                           | 14    | [ 22 ] |
| Uproxx            | The Best R&B Albums Of 2016                          | 10    | [ 23 ] |
| Album of the Year | The Best R&B Albums of 2016                          | 10    | [ 24 ] |
| Idolator          | The Best Albums of 2016                              | 4     | [ 25 ] |
| Billboard         | 15 Best Overlooked Hip-Hop & R&B Albums of the 2010s | 5     | [ 26 ] |

## Posicionamiento en listas
| Lista (2016)                            | Posición |
| --------------------------------------- | -------- |
| Australian Urban Albums (ARIA)          | 12       |
| New Zealand Heatseeker Albums (RMNZ)    | 3        |
| Reino Unido (UK R&B Albums)             | 16       |
| Estados Unidos (Billboard 200)          | 89       |
| Estados Unidos (Top R&B/Hip-Hop Albums) | 8        |

## Historial de lanzamiento
| Región | Fecha                  | Formato          | Sello | Ref.   |
| ------ | ---------------------- | ---------------- | ----- | ------ |
| Varios | 4 de noviembre de 2016 | Descarga digital | RCA   | [ 32 ] |